# Live à Fip
Live à Fip è il quarto album del progetto musicale Musica Nuda (Petra Magoni e Ferruccio Spinetti), pubblicato nel 2007 per l'etichetta discografica BHM Productions.
I ventuno brani testimoniano il concerto live tenutosi presso l'Auditorium di Radio France nel febbraio 2007.

## Tracce
1. Come Together - 3:43 (John Lennon - Paul McCartney)
2. Roxanne - 3:32 (Sting)
3. Message in a Bottle - 4:03 (Sting)
4. Dindiandi - 2:44 (Petra Magoni - Ferruccio Spinetti)
5. Quando - 3:20 (Luigi Tenco)
6. Io sono metà - 3:23 (Gino De Crescenzo - Petra Magoni)
7. I Will Survive - 3:50 (Dino Fekaris - Freddie Perren)
8. Day Tripper - 4:37 (John Lennon - Paul McCartney)
9. Fever - 4:55 (Eddie Cooley - John Davenport)
10. La voce del silenzio - 2:51 (Elio Isola - Mogol)
11. Le due corde vocali (Introduction) - 0:36 (Petra Magoni - Ferruccio Spinetti)
12. Le due corde vocali - 5:24 (Petra Magoni - Ferruccio Spinetti)
13. Angeli - 2:34 (Petra Magoni - Ferruccio Spinetti)
14. Nessuno - 2:04 (Edilio Capotosti - Antonietta De Simone)
15. Couleur Café - 2:34 (Serge Gainsbourg)
16. Ne me quitte pas (Non andare via) - 3:1  (Jacques Brel)
17. Amarilli - 2:24 (Giulio Caccini)
18. You're the One That I Want - 4:09 (John Farrar)
19. Il cammello e il dromedario - 2:45 (Antonio Virgilio Savona)
20. Perché no - 3:35 (Lucio Battisti - Mogol)
21. Guarda che luna - 2:29 - (Walter Malgoni - Bruno Pallesi)

## Formazione
- Petra Magoni - voce
- Ferruccio Spinetti - contrabbasso

Altri musicisti
- Manu Galvin - chitarra
- Jean-Jacques Milteau - armonica a bocca